# Гениевский, Сергей Иванович
Сергей Иванович Гениевский (род. 19 июня 1958) — шахтёр государственного акционерного общества «Шахта имени М. В. Фрунзе», заместитель директора по производству ГП «Ровенькиантрацит», Луганская область. Герой Украины (1999).

## Биография
Родился 19 июня 1958 года в посёлке Пролетарское города Ровеньки Луганской области в семье железнодорожников.
Окончил Ровеньковский горный техникум. Служил в Советской армии.
Работал рабочим, звеньевым, бригадиром комплексной бригады горнорабочих очистного забоя шахты имени Фрунзе государственного предприятия «Ровенькиантрацит» (с 1991), в настоящее время — заместитель директора по производству ГП «Ровенькианрацит».
Член Партии регионов, ведет активную общественную деятельность, избран депутатом Луганского областного совета от Партии регионов.

## Награды
- Герой Украины (с вручением ордена Державы; 21.08.1999 — за выдающиеся личные результаты в добыче угля, достижение высокой производительности труда);
- знак «Шахтёрская слава» III, II, I степеней;
- знак «Шахтёрская доблесть» I степени;
- медаль «За трудовую доблесть»;
- Заслуженный шахтёр Украины.